# Wahlenbergia ceracea
Wahlenbergia ceracea är en klockväxtart som beskrevs av Lothian. Wahlenbergia ceracea ingår i släktet Wahlenbergia och familjen klockväxter. Inga underarter finns listade i Catalogue of Life.